# Zimbabwea saxicola
Zimbabwea saxicola är en insektsart som beskrevs av Miller, N.C.E. 1949. Zimbabwea saxicola ingår i släktet Zimbabwea och familjen gräshoppor. Inga underarter finns listade i Catalogue of Life.